# George Goodheart
George Joseph Goodheart, Jr., D.C. (* 18. August 1918 in Detroit, Michigan; † 5. März 2008 in Grosse Point Farms, Michigan) war ein US-amerikanischer Chiropraktiker und begründete die Angewandte Kinesiologie.

## Familie
Goodheart war mit Catherine Carroll verheiratet, er hatte drei Kinder (Carroll Velie, Elizabeth Goodheart und den inzwischen verstorbenen Mark Goodheart) und mehrere Enkel. Nach dem Tod seiner ersten Ehefrau heiratete er JoAnn Dutts, mit der er keine weiteren Kinder hatte.

## Karriere
Während des Zweiten Weltkriegs leistete Goodheart Militärdienst in der United States Army Air Forces und war in Frankreich und England stationiert. Er wurde im Alter von 26 Jahren Major und wurde für die Erfindung eines elektronischen Bombenabwurfverfahrens für das Kampfflugzeug Republic P-47 mit dem  Bronze Star ausgezeichnet. Seine elektronische Technik ersetzte ein ungenaueres mechanisches Bombenabwurfverfahren.
Goodheart besuchte die University of Detroit Mercy und in Chicago das National College of Chiropractic. Nach seiner Graduierung im Jahr 1939, praktizierte er mit seinem Vater, George Goodheart senior mehr als 30 Jahre lang in Downtown Detroit, dem Stadt- und Geschäftszentrum von Detroit. Er verzog in ein Büro in Grosse Pointe, wo er Beobachtungen über die Muskelfunktionen und -gesundheit anstellte und davon ausgehend die Applied Kinesiology begründete.
1975 wurde das International College of Applied Kinesiology (ICAK) gegründet, um Angehörige von Gesundheitsberufen Unterricht über Goodhearts Einsichten und Erfahrungen anzubieten. Goodheart war 32 Jahre lang Vorsitzender des Forschungsgremiums (englisch Research Committee) des ICAK.

### Offizieller Chiropraktiker eines Olympiateams
1979 begleitete Goodheart das Olympiateam der USA nach Lake Placid, New York, zu den 13. Olympischen Winterspielen. Damit war er der erste offizielle Chiropraktiker eines US-amerikanischen Olympiateams.

## Veröffentlichungen
Goodheart schrieb diverse Werke über die Applied Kinesiology und hielt häufig Vorträge über dieses Thema. Er verfasste zahlreiche Zeitschriftenartikel, vor allem in Chiropractic Economics.
Goodheart verfasste folgende Bücher:
- Applied Kinesiology Research Manuals (published yearly from 1964–1998)
- You’ll Be Better – The Story of Applied Kinesiology (privately published, made available in spiral bound in 2000)
- Collected Published Articles & Reprints (1969)
- Observation of Sonagraphic Computerized Analysis (1981)
- A New Approach To An Old Problem (1990)
- Collected Published Articles & Reprints (1992)
- Being A Family Doctor (1993)

## Ehrungen
- Er war 1980 der erste Chiropraktiker, der dem medizinischen Team einer US-amerikanischen Olympiamannschaft angehörte.[1][4][6]
- Time nahm Goodheart 2001 in ihre Liste der 100 wichtigsten alternativmedizinischen Innovatoren des 21. Jahrhunderts auf.[7][8]